# عثمان کامارا (بازیکن فوتبال، زاده ۲۰۰۳)
عثمان کامارا (انگلیسی: Ousmane Camara؛ زادهٔ ۳ ژوئن ۲۰۰۳) بازیکن فوتبال است.
وی همچنین در تیم ملی فوتبال زیر ۱۹ سال فرانسه بازی کرده‌است.